# Хакан Фідан
Хакан Фідан (тур. Hakan Fidan; нар. 17 липня 1968, Анкара, Туреччина) — турецький дипломат, міністр закордонних справ Туреччини, ексочільник національної розвідки Туреччини.

## Життєпис
Хакан Фідан народився в 1968 році в Анкарі, Туреччина.
Після закінчення магістратури в сфері управління і політології в університеті Меріленду (США) отримав ступінь доктора в Університеті Бількента (Туреччина). З 1986 по 2001 рік служив унтерофіцером у турецькій армії. З 2003 по 2007 рік очолював Турецьке агентство зі співробітництва та координації. В листопаді 2007 року був призначений на пост заступника статс-секретаря в президіумі міністрів.

### Кар'єра в розвідці
З 27 травня 2010 року по 10 лютого 2015 року був головою національної розвідки Туреччини. Покинув свій пост, щоб балотуватися на виборах у парламент Туреччини від Партії справедливості та розвитку. 9 березня 2015 року, рівно через 30 днів, він зняв свою кандидатуру. Він був призначений назад на свою посаду протягом декількох годин.

### Міжнародні відносини
В 2009 році брав участь у секретних мирних перемовинах з Робітничою партією Курдистану в Осло, а також бесідував з Абдуллою Оджаланом.
Під час його перебування на посаді відбувся перехід від співпраці з Ізраїлем та Сполученими Штатами до співпраці з Іраном, особливо з Касемом Сулеймані, лідером угруповання Сили «Кудс». Під час Мюнхенської конференції з безпеки у лютому 2017 року він передав список із 300 ймовірних прихильників Руху Ґюлена Бруно Калю, президенту Федеральної розвідувальної служби Німеччини (BND), вочевидь, в очікуванні на співпрацю. Але список набагато більше змусив німецьку владу застерегти спостережуваних людей від діяльності турецьких спецслужб.
У вересні 2022 року він відвідав Хаміса Хансера з сунітського блоку в іракському парламенті в Багдаді, а також зустрівся з президентом Іраку Барамом Саліхом.
Під час повномасштабного російського вторгнення в Україну брав участь у переговорах про обмін військовополоненими між Україною та РФ. Так, у жовтні 2022 року голова Офісу президента України Андрій Єрмак дякував Фідану «за сприяння звільненню 215 військових й забезпечення умов для захисників Азовсталі у Туреччині».
3 червня 2023 року призначений міністром закордонних справ Туреччини.
31 серпня 2023 року відвідав Москву де зустрівся з міністром закордонних справ Росії Сергієм Лавровим, обговорював з ним Чорноморську зернову ініціативу.
25 жовтня 2023 року попередив Ізраїль, що його антитерористична операція в Секторі Гази може обернутися кривавою бійнею, і заявив, що ті, хто підтримує дії Ізраїлю, є «співучасниками його злочинів».

### Суперечності
Брав участь у таємних мирних переговорах з Робітничою партією Курдистану (РПК), за що у 2012 році державний прокурор хотів провести проти нього розслідування. Реджеп Таїп Ердоган втрутився від імені Хакан Фідана, пізніше його делегували для проведення переговорів з Абдуллою Оджаланом, також організував таємний «чорний маркетинг» Ірану через уряд Реджепа Таїпа Ердогана.

## Нагороди
- Орден «За заслуги» III ступеня (4 листопада 2022 року, Україна) — за вагомий особистий внесок у зміцнення міждержавного співробітництва, підтримку державного суверенітету та територіальної цілісності України, популяризацію Української держави у світі[20].